# Héctor Echeverri Correa
Héctor Echeverri Correa (Medellín, 30 de agosto de 1937-Bogotá, 7 de febrero de 2012) fue un político y abogado colombiano. 

## Biografía
Nacido en Medellín el 30 de agosto de 1937, era hijo del ministro Luis Guillermo Echeverri Abad y de Lucía Correa Arango. Realizó sus estudios secundarios en el Colegio de La Salle y The Choate School, y estudió Derecho y Economía en la Universidad Javeriana y Ciencias Políticas en la Universidad de los Andes. También obtuvo un Máster en Bellas Artes de la Corcoran School of Arts en Washington.
Casado con Gloria Lara Perdomo, hija del empresario Oliverio Lara Borrero, quien fue secuestrada y asesinada en cautiverio. Tuvo tres hijos Héctor Manuel, Gloria Lucia y Luz María. Se casó por segunda vez con Doris Ángel Villegas.
Campeón nacional de automovilismo y motociclismo en varias oportunidades. Productor de documentales cinematográficos y de las películas Tres Cuentos Colombianos y El Río de las Tumbas. Escribió Una Gestión Parlamentaria y Cuentos de Tyhuaira, Descubrimiento de Colombia, Conquista de Colombia "trazas de oro y sangre", Plumazos de la Colonia "Estampas de la Nueva Granada y Pinceladas y Brochazos Presidenciales de 1892 al 2006.
Tesorero alterno y secretario general del Partido Liberal, se desempeñó como Concejal de Bogotá, Representante a la Cámara y Senador de la República, llegando a ser Presidente del Congreso Nacional y fundador del Parlamento Andino.
Perteneció a la Junta Directiva de empresas tales como Bavaria S.A., Acerías Paz del Río y del Banco y Corporación Financiara Gran Colombiano. También llegó a ser Director del Banco Mundial.
Fue condecorado por el Congreso de la República con La Gran Cruz, por la República del Ecuador con la Orden Nacional al Mérito, y por la República de Venezuela con el Gran Cordón de la Orden del Libertador. Murió en Bogotá el 7 de febrero de 2012.